# Vestric-et-Candiac
Vestric-et-Candiac ist eine französische Gemeinde mit 1.345 Einwohnern (Stand: 1. Januar 2022) im Département Gard in der Region Okzitanien. Vestric-et-Candiac gehört zum Arrondissement Nîmes und zum Kanton Vauvert (bis 2015: Kanton Rhôny-Vidourle). Die Einwohner werden Vestriçois genannt.

## Geografie
Vestric-et-Candiac liegt zwölf Kilometer südwestlich von Nîmes in der sogenannten kleinen Camargue. Durch die Gemeinde fließt der Vistre. Umgeben wird Vestric-et-Candiac von den Nachbargemeinden Uchaud im Norden und Nordosten, Beauvoisin im Osten und Südosten, Vauvert im Süden, Le Cailar im Südwesten, Vergèze im Westen sowie Boissières im Nordwesten.
Durch die Gemeinde führt die Autoroute A9. 

## Bevölkerungsentwicklung
| Jahr                       | 1962 | 1968 | 1975 | 1982 | 1990 | 1999 | 2006 | 2017 |
| -------------------------- | ---- | ---- | ---- | ---- | ---- | ---- | ---- | ---- |
| Einwohner                  | 313  | 436  | 503  | 654  | 1001 | 1324 | 1328 | 1406 |
| Quellen: Cassini und INSEE |      |      |      |      |      |      |      |      |

## Sehenswürdigkeiten
- katholische Kirche Notre-Dame
- evangelische Kirche
- Schloss Candiac
- Schloss Montcalm, seit 1944 Monument historique

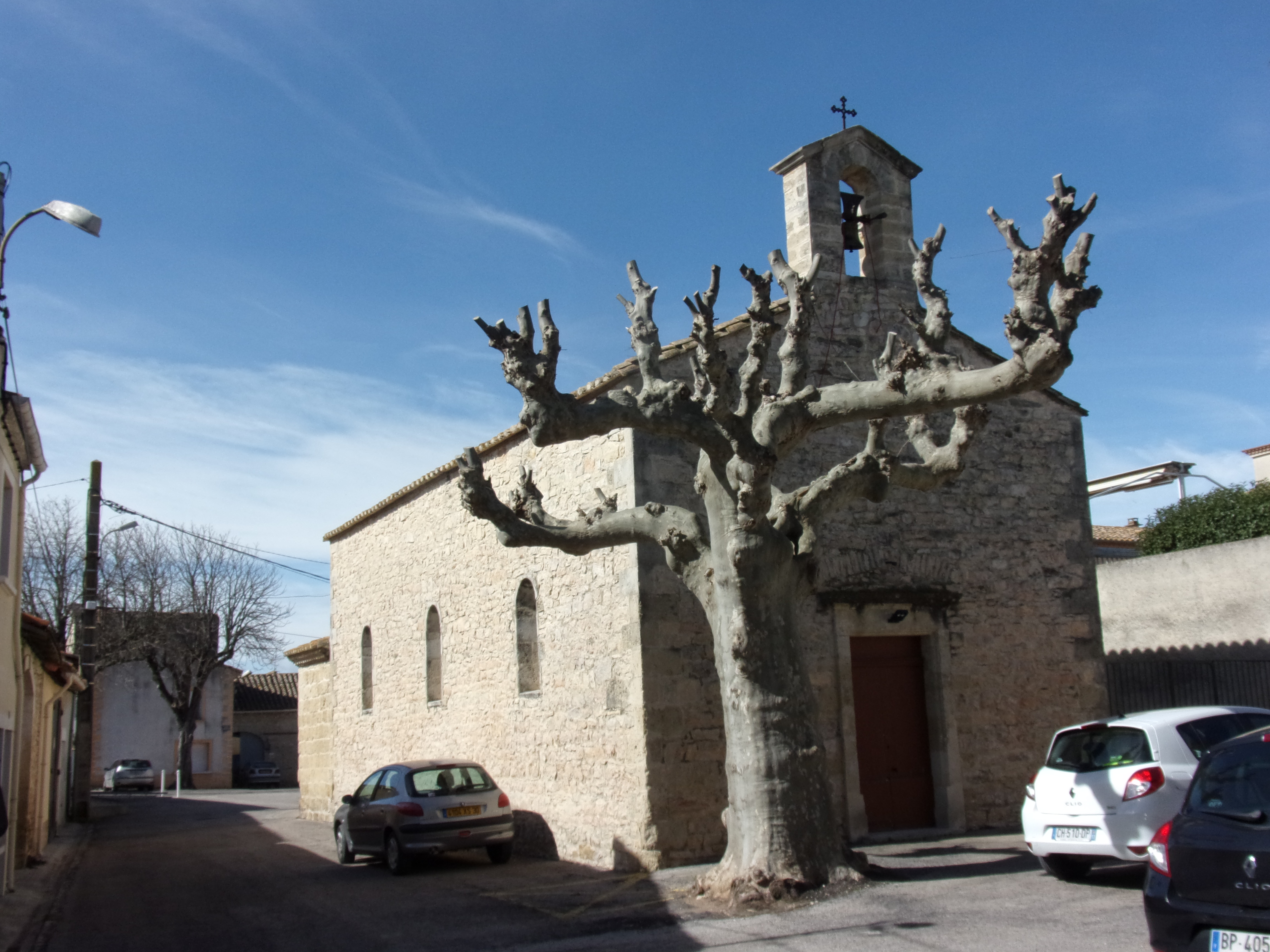
Kirche Notre-Dame
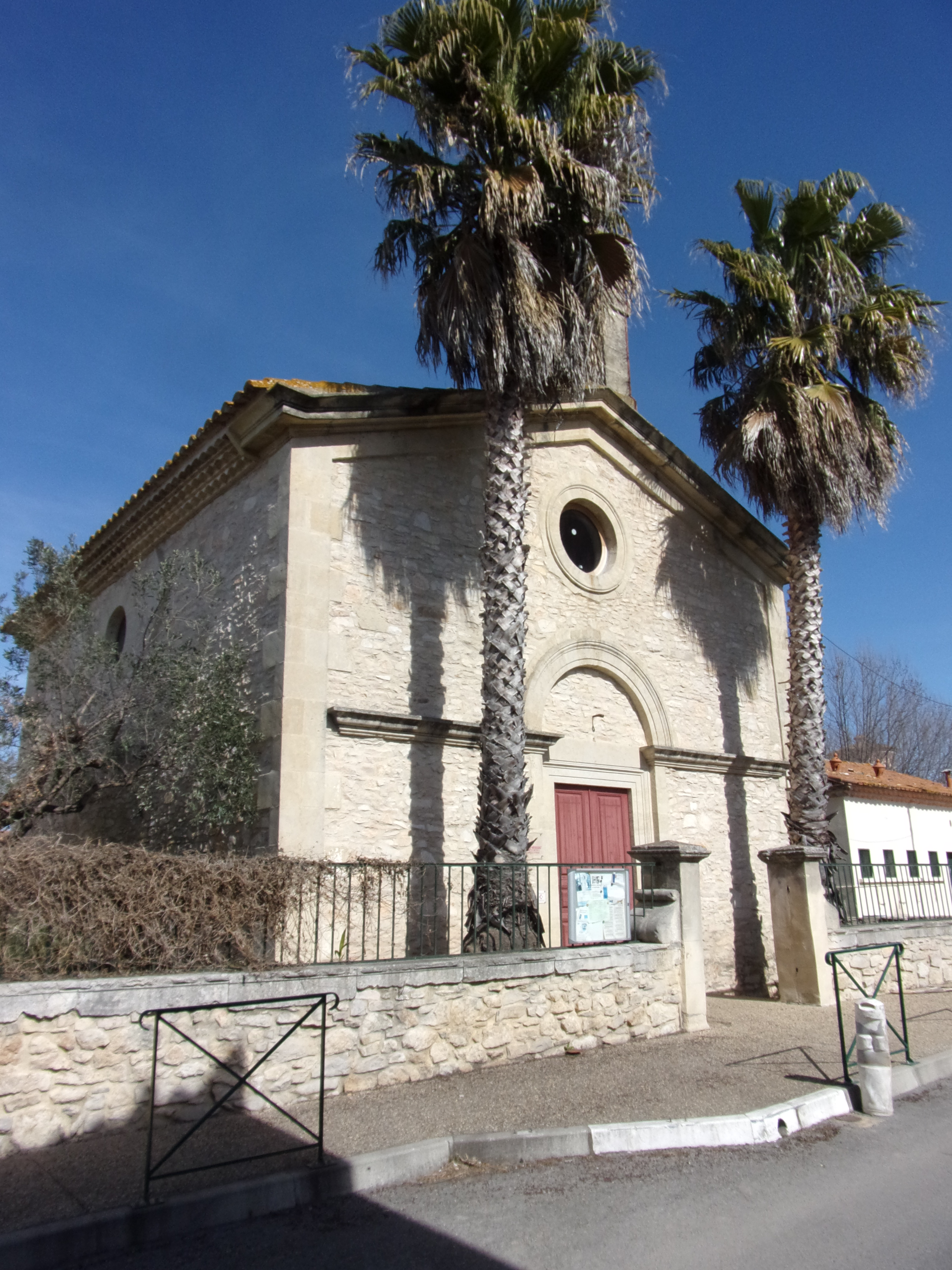
Evangelische Kirche
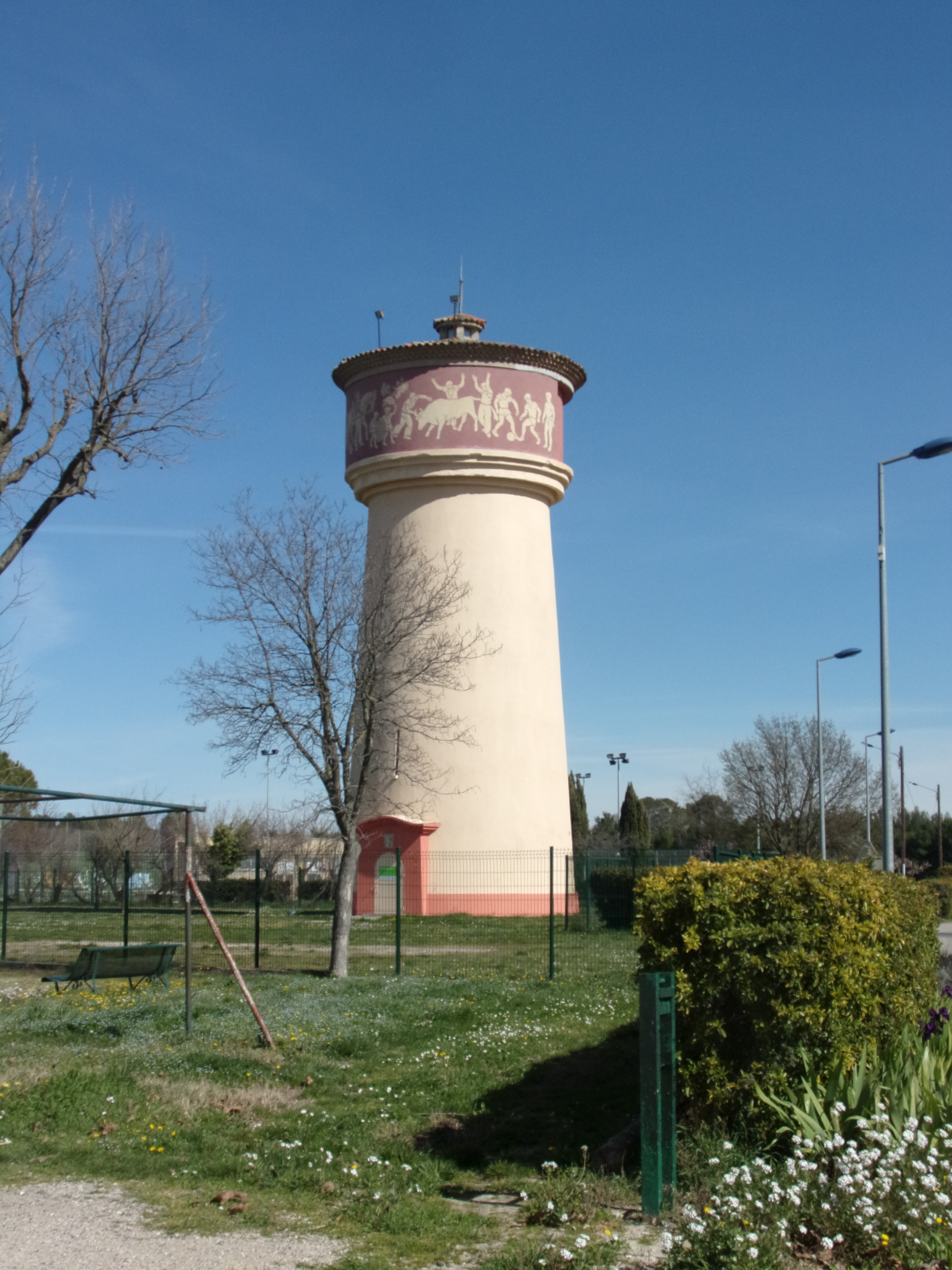
Wasserturm